# Sępopol-Północ (gromada)
Sępopol-Północ – dawna gromada, czyli najmniejsza jednostka podziału terytorialnego Polskiej Rzeczypospolitej Ludowej w latach 1954–1972.
Gromady, z gromadzkimi radami narodowymi (GRN) jako organami władzy najniższego stopnia na wsi, funkcjonowały od reformy reorganizującej administrację wiejską przeprowadzonej jesienią 1954 do momentu ich zniesienia z dniem 1 stycznia 1973, tym samym wypierając organizację gminną w latach 1954–1972.
Gromadę Sępopol-Północ z siedzibą GRN w Sępopolu (wówczas wsi) utworzono – jako jedną z 8759 gromad na obszarze Polski – w powiecie bartoszyckim w woj. olsztyńskim na mocy uchwały nr 10 WRN w Olsztynie z dnia 4 października 1954. W skład jednostki weszły obszary dotychczasowych gromad Długa, Romankowo, Smolanka i Stopki, ponadto miejscowość Prętławki z dotychczasowej gromady Sępopol oraz miejscowość Turcz z dotychczasowej gromady Roskajmy, ze zniesionej gminy Sępopol w tymże powiecie. Dla gromady ustalono 13 członków gromadzkiej rady narodowej.
1 stycznia 1958 gromadę zniesiono, tworząc z jej obszaru oraz z obszaru zniesionej gromady Sępopol-Południe nową gromadę Sępopol z siedzibą w Sępopolu w tymże powiecie.